# Continuous Commodity Index

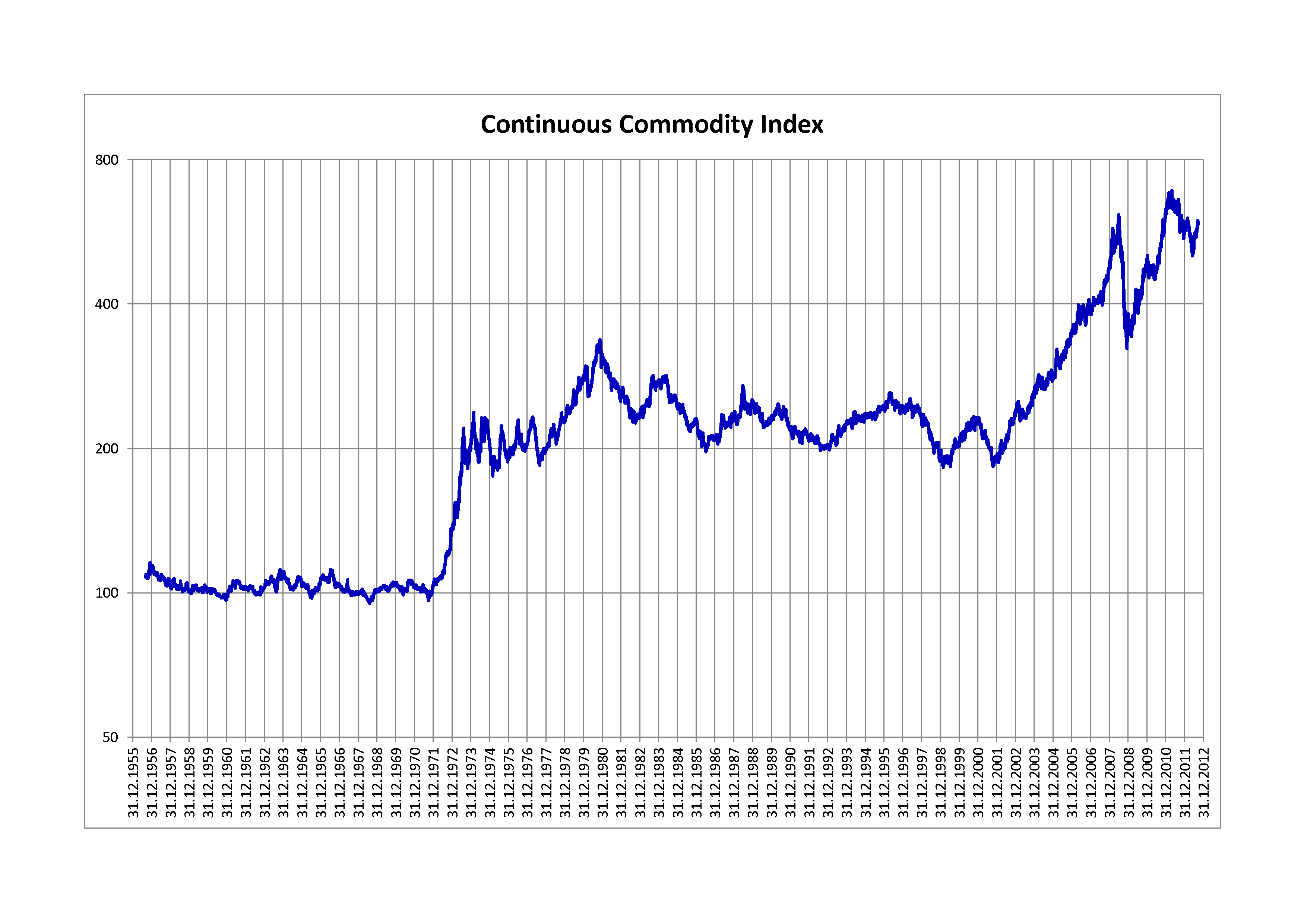
Continuous Commodity Index 1956–2012

Der  Continuous Commodity Index (CCI, auch „Old CRB Index“) ist ein Rohstoffindex, der 17 verschiedene Futures umfasst, die an Warenterminbörsen gehandelt werden. Er wurde erstmals 1957 vom Commodity Research Bureau (CRB) in den USA berechnet und wird an der Terminbörse ICE Futures U.S. gelistet. Der CCI ist nicht mit dem Thomson Reuters/Jefferies CRB Index (TRJ/CRB Index) zu verwechseln. Der originale CRB Index wurde 1957 eingeführt und 2005 in Continuous Commodity Index umbenannt.

## Konzept
Der Continuous Commodity Index (CCI) wurde 1957 vom Commodity Research Bureau unter dem Namen CRB Index eingeführt und ist seitdem mehrmals umgestaltet worden. Enthielt er anfangs noch 28 Komponenten, so sank deren Anzahl bis 1995 auf 17. Für jeden Rohstoff ging in die Berechnung jeweils der Durchschnitt der Futures-Preise von mehreren Fälligkeitsterminen ein. Bis 1987 wurden alle jährlich fälligen Futures herangezogen. Eine Änderung in der Zusammensetzung erfolgte, sobald ein Kontrakt mit Fälligkeit in einem Jahr hinzukam und in je nach Rohstoff verschiedenen Abständen der nahe Kontrakt aus dem Index ausschied. Ab 1987 bezog sich die Berechnung auf die Futures der folgenden neun Monate und ab 1995 auf die Futures der folgenden sechs Monate. 2001 erfolgte eine Namensänderung in „Reuters-CRB Index“ und am 20. Juni 2005 eine erneute Umbenennung in „Continuous Commodity Index“ (CCI).
Der heutige Rohstoffindex, der den Namen CRB Index trägt, ist nicht mit dem historischen CRB Index vergleichbar. Er wurde 2005 grundlegend überarbeitet, als seine traditionelle Berechnungsmethode nicht mehr aktuell war. Der ursprüngliche CRB Index läuft seitdem unter dem Namen Continuous Commodity Index weiter. Das Commodity Research Bureau entwickelte den aktuellen CRB Index zusammen mit den Unternehmen Reuters und Jefferies & Company. Seit 2009 trägt der Index den Namen „Thomson Reuters/Jefferies CRB Index“ (TRJ/CRB Index), um den Zusammenschluss von Reuters und der Thomson Corporation zum Medienkonzern Thomson Reuters am 17. April 2008 zu reflektieren. Der CRB Index ist ein arithmetischer Warenpreisindex, der 19 verschiedene Futures auf Rohstoffe umfasst. Der CCI („Old CRB Index“) ist dagegen ein geometrischer Warenpreisindex, der 17 Rohstoffe umfasst.
Der CCI gilt als ein Indikator für die zukünftige Entwicklung der Inflation oder die Kostenentwicklung in der Industrie. Er ist bei einer Trendwende am Rohstoffmarkt ein guter Frühindikator für den Rentenmarkt, da Rohstoffe in ihrer Tendenz gegenüber den Anleihen in der Regel einen Vorlauf von drei bis sechs Monaten besitzen. Zwischen den Zinsen der Anleihen und den Rohstoffpreisen (CCI) besteht auch zeitlich eine enge Verbindung. Zusammenhänge des CCI mit dem geometrisch gewichteten U.S. Dollar Index und dem handelsgewichteten Trade Weighted US Dollar Index sind erkennbar. 
Ein fallender US-Dollar ist gleichzusetzen mit inflationären Tendenzen und tendenziell steigenden Rohstoffpreisen. Dies gilt insbesondere für die Agrarrohstoffe und den Ölpreis.

## Zusammensetzung
Der erste CCI (Old CRB Index) von 1957 enthielt 28 Komponenten, die zueinander geometrisch gewichtet waren (jeweils 3,57 Prozent). Der Continuous Commodity Index (CCI) besteht seit 2005 aus 17 gleichgewichteten Rohstoffen (jeweils 5,88 Prozent), die in fünf Kategorien eingeteilt sind. Im Vergleich zum Thomson Reuters/Jefferies CRB Index (TRJ/CRB Index) besitzt der Energiesektor ein geringes Gewicht. Dagegen sind Edelmetalle, vor allem aber der Agrarsektor, stärker präsent. Beide zusammen haben einen Anteil von mehr als drei Viertel am Gesamtindex.
Die folgende Übersicht zeigt die Rohstoffe, ihre Gewichtung im Index und die Börse, an der die Futures gehandelt werden.
| Rohstoff              | Gewichtung in % | Börse                        |
| --------------------- | --------------- | ---------------------------- |
| Erdgas                | 5,88            | New York Mercantile Exchange |
| Erdöl                 | 5,88            | New York Mercantile Exchange |
| Heizöl                | 5,88            | New York Mercantile Exchange |
| Energie               | 17,64           |                              |
| Baumwolle             | 5,88            | ICE Futures U.S.             |
| Kupfer                | 5,88            | New York Mercantile Exchange |
| Industriematerialien  | 11,76           |                              |
| Gold                  | 5,88            | New York Mercantile Exchange |
| Platin                | 5,88            | New York Mercantile Exchange |
| Silber                | 5,88            | New York Mercantile Exchange |
| Edelmetalle           | 17,64           |                              |
| Mais                  | 5,88            | Chicago Board of Trade       |
| Sojabohnen            | 5,88            | Chicago Board of Trade       |
| Weizen                | 5,88            | Chicago Board of Trade       |
| Getreide und Ölsaaten | 17,64           |                              |
| Kaffee                | 5,88            | ICE Futures U.S.             |
| Kakao                 | 5,88            | ICE Futures U.S.             |
| Orangensaft           | 5,88            | ICE Futures U.S.             |
| Zucker                | 5,88            | ICE Futures U.S.             |
| Nahrungsmittel        | 23,52           |                              |
| Lebendrind            | 5,88            | Chicago Mercantile Exchange  |
| Mageres Schwein       | 5,88            | Chicago Mercantile Exchange  |
| Lebendvieh            | 11,76           |                              |

## Geschichte

### Historischer Überblick
Der Index startete 1957 unter dem Namen „CRB Index“ und wurde bis zum 4. September 1956 zurückgerechnet. Von 1957 bis 1972 verblieb der Index in einer Handelsspanne zwischen 95 und 115 Punkten. Am 9. August 1968 wurde mit 95,20 Punkten ein Allzeittief erzielt.
In den 1970er Jahren herrschte in den Industrieländern Stagflation mit starker Inflation, schwacher Wirtschaftsentwicklung, niedriger Produktivität und hoher Arbeitslosigkeit. Dieser Zeitabschnitt war gekennzeichnet durch eine große Verunsicherung der Finanzwelt, Ölkrise, einen starken Anstieg der Staatsverschuldung der USA, eine massive Ausweitung der (Papier-)Geldmenge und einer Flucht der Kapitalanleger in Sachwerte. Bis zum 20. November 1980 stieg der CRB Index auf einen Rekordstand von 337,60 Punkten. Seit dem Allzeittief von 1968 entspricht das einem Anstieg um 254,6 Prozent. 
Bis zum 7. November 2001 sank der Rohstoffindex auf einen Tiefststand von 182,83 Punkten. Seit dem Höchststand von 1980 entspricht das einem Rückgang um 45,8 Prozent. In den folgenden Jahren stieg der Index aufgrund eines enormen Bedarfs an Rohstoffen in der Volksrepublik China und Indien stark an.
2001 erfolgte eine Namensänderung in „Reuters-CRB Index“ und am 20. Juni 2005 eine erneute Umbenennung in „Continuous Commodity Index“ (CCI).
Am 29. Januar 2008 überwand der Index erstmals die Grenze von 500 Punkten. Bis zum 3. Juli 2008 stieg der CCI auf einen Höchststand von 615,04 Punkten. Seit November 2001 entspricht das einem Anstieg um 237,9 Prozent.
Im Verlauf der internationalen Finanzkrise, die 2007 in der US-Immobilienkrise ihren Ursprung hatte, begann der Index zu sinken. 2008 wirkte sich die Finanzkrise zunehmend auf die Realwirtschaft aus. Wegen der weltweit geringeren Nachfrage auf den Rohstoffmärkten kam es vor allem ab Beginn des vierten Quartals 2008 zu starken Preisrückgängen. Am 5. Dezember 2008 fiel der CCI mit 322,53 Punkten auf den tiefsten Stand seit 2005. Seit Juli 2008 entspricht das einem Rückgang um 47,5 Prozent. Das ist der größte Sturz in der Geschichte des Index. Der 5. Dezember 2008 bedeutete das Ende der Talfahrt. Ab Ende 2008 war der CCI wieder auf dem Weg nach oben.
Am 20. April 2011 markierte der CCI mit einem Schlussstand von 691,09 Punkten ein Allzeithoch. Das bedeutet seit Dezember 2008 eine Zunahme um 113,6 Prozent.  Besonders stark war der Preisanstieg bei den Agrarrohstoffen. Vor allem Fleisch, Getreide, Zucker sowie Öle und Fette verteuerten sich seit Mitte 2010. Als Gründe werden mehrere Faktoren genannt (steigende Weltbevölkerung, wachsende Geldmenge, Spekulationen auf den Agrarmärkten, Ernteausfälle durch Naturkatastrophen, Exportbeschränkungen einiger Länder). Folgen der hohen Rohstoffpreise sind ein Anstieg der Inflation und der Ausbruch von Unruhen in Teilen der Welt.

### Jährliche Entwicklung
Die Tabelle zeigt die jährlichen Höchst-, Tiefst- und Schlussstände des Continuous Commodity Index (Old CRB Index) seit 1956.
| Jahr  | Höchststand | Tiefststand | Schlussstand |
| ----- | ----------- | ----------- | ------------ |
| 1956  | 115,83      | 107,15      | 111,72       |
| 1957  | 114,09      | 102,77      | 102,87       |
| 1958  | 107,13      | 100,48      | 100,95       |
| 1959  | 104,02      | 99,76       | 101,43       |
| 1960  | 102,30      | 96,54       | 97,00        |
| 1961  | 106,37      | 97,79       | 102,68       |
| 1962  | 103,56      | 99,04       | 102,70       |
| 1963  | 112,06      | 100,52      | 109,49       |
| 1964  | 110,87      | 101,36      | 103,73       |
| 1965  | 105,37      | 97,56       | 105,37       |
| 1966  | 112,08      | 102,69      | 103,53       |
| 1967  | 106,60      | 98,80       | 99,60        |
| 1968  | 102,00      | 95,20       | 100,80       |
| 1969  | 105,40      | 100,90      | 103,90       |
| 1970  | 106,40      | 99,10       | 102,50       |
| 1971  | 104,10      | 96,40       | 103,40       |
| 1972  | 136,30      | 103,40      | 135,90       |
| 1973  | 220,70      | 135,10      | 200,60       |
| 1974  | 237,80      | 187,30      | 203,90       |
| 1975  | 222,90      | 175,10      | 191,00       |
| 1976  | 229,70      | 191,20      | 204,70       |
| 1977  | 232,70      | 184,70      | 200,30       |
| 1978  | 237,40      | 198,90      | 227,60       |
| 1979  | 282,80      | 228,40      | 281,50       |
| 1980  | 337,60      | 256,30      | 308,50       |
| 1981  | 314,50      | 250,50      | 254,90       |
| 1982  | 268,60      | 225,80      | 234,00       |
| 1983  | 283,80      | 232,10      | 277,60       |
| 1984  | 284,20      | 244,00      | 244,20       |
| 1985  | 248,10      | 217,30      | 229,37       |
| 1986  | 230,88      | 196,16      | 209,07       |
| 1987  | 238,21      | 204,24      | 232,53       |
| 1988  | 272,19      | 224,00      | 251,83       |
| 1989  | 252,37      | 220,82      | 229,93       |
| 1990  | 248,76      | 219,69      | 222,64       |
| 1991  | 222,96      | 204,43      | 208,08       |
| 1992  | 215,30      | 198,17      | 202,76       |
| 1993  | 226,76      | 198,38      | 226,31       |
| 1994  | 239,72      | 219,89      | 236,64       |
| 1995  | 246,47      | 229,31      | 243,18       |
| 1996  | 263,79      | 235,99      | 239,61       |
| 1997  | 254,79      | 228,84      | 229,14       |
| 1998  | 236,08      | 187,89      | 191,22       |
| 1999  | 209,91      | 182,67      | 205,14       |
| 2000  | 234,38      | 201,43      | 227,83       |
| 2001  | 232,58      | 182,83      | 190,61       |
| 2002  | 238,39      | 186,38      | 234,52       |
| 2003  | 263,60      | 228,10      | 255,29       |
| 2004  | 292,49      | 257,49      | 283,90       |
| 2005  | 349,20      | 277,07      | 347,89       |
| 2006  | 409,65      | 345,49      | 394,89       |
| 2007  | 477,48      | 377,59      | 476,08       |
| 2008  | 615,04      | 322,53      | 363,06       |
| 2009  | 489,61      | 341,44      | 484,42       |
| 2010  | 673,64      | 422,61      | 629,53       |
| 2011  | 691,09      | 546,36      | 563,00       |
| 2012¹ | 605,48      | 502,28      | 554,62       |

¹ 31. Dezember 2012